# Maglö ekar
Maglö ekar este o arie protejată (arie specială de conservare — SAC, sit de importanță comunitară — SCI) din Suedia întinsă pe o suprafață de 2,5 ha, integral pe uscat.

## Localizare
Centrul sitului Maglö ekar este situat la coordonatele 56°03′13″N 13°37′47″E / 56.0536°N 13.6297°E.

## Înființare
Situl Maglö ekar a fost declarat sit de importanță comunitară în ianuarie 2002 pentru a proteja un număr necunoscut de specii din flora spontană și fauna sălbatică aflate în arealul zonei. Situl a fost protejat și ca arie specială de conservare în martie 2011.

## Biodiversitate
Situată în ecoregiunea continentală, aria protejată conține 1 habitat natural: Pășuni din zone de pădure fino-scandinave.
La baza desemnării sitului se află un număr nedeclarat de specii protejate.